# Europas förenta stater
Europas förenta stater (från franskans États-Unis d’Europe, jämför engelskans United States of Europe) är det namn som används för att beskriva ett påtänkt framtida enande av flera europeiska stater enligt samma principer som för Amerikas förenta stater. Termen anses först ha använts av den franske författaren Victor Hugo under mitten av 1800-talet.

## Historia
Efter att Konstantinopel 1453 fallit för osmanerna, som sedan fortsatte sina erövringar av sydosteuropa, skapade det utrymme för de första förslagen om ett fredligt enande av Europa mot en gemensam fiende. Georg Podiebrad, kung av Böhmen, föreslog 1464 en detaljerad plan för bildandet av ett statsförbund av kristna nationer för att hejda osmanerna.  På grund av sin husitiska bakgrund blev han dock bannlyst av påven, vilket gjorde att dessa planer aldrig sattes i verket.
William Penn, grundare av det som idag är den amerikanska delstaten Pennsylvania, var som kväkare och pacifist intresserad av att skapa ökade möjligheter för fred i Europa.  I en essä 1693 presenterar han idén om en europeisk församling eller parlament:
| ” | Now if the Soveraign Princes of Europe ... would ... agree to meet by their Stated Deputies in a General Dyet, Estates, or Parliament, and there Establish Rules of Justice for Soveraign Princes to observe one to another ... | „ |

Charles-Irénée Castel Saint-Pierre, fransk abbot och politisk författare, skrev 1713 om ett europeiskt statsförbund med en domstol och permanent kongress för att säkra fred i Europa.
Efter bildandet av Amerikas förenta stater 1776 var både Benjamin Franklin och George Washington inne på att med USA som modell bilda ett Europas förenta stater.  I ett brev till sin vän Ferdinand Grand, en fransk bankir, skrev Franklin:
| ” | Jag kan inte se att man i Europa inte [ska kunna bilda] en federation och en stor republik av alla de olika staterna och kungadömena, på ett liknande sätt ... | „ |

I ett brev till Lafayette, fransk artistokrat och militär som deltog på den amerikanska sidan i revolutionskriget, skrev Washington:
| ” | En dag, med Amerikas förenta stater som modell, kommer det att bildas ett Europas förenta stater. | „ |

En av de första som förespråkade en förening av de europeiska länderna var greve Richard Nikolaus von Coudenhove-Kalergi som 1923 skrev det paneuropeiska manifestet. Hans idéer influerade Aristide Briand som 8 september 1929 gav ett tal som förespråkade en europeisk union för Nationernas förbund.  1930 skrev han Memorandum on the Organization of a Regime of European Federal Union för den franska regeringen, som blev den första europeiska regering som formellt anslöt sig till denna idé. 
I slutet av andra världskriget var det politiska klimatet i Västeuropa för ett enande, vilket många såg som en väg från de extrema former av nationalism som hade ödelagt kontinenten. I ett tal presenterat 9 september 1946 vid universitetet i Zürich, Schweiz, framlade Winston Churchill tanken på ett Europas förenta stater: (Ett Europas 'United Nations', enligt "FN" modell)
| ” | Vi måste bygga ett slags Europas förenta stater. Endast på detta sätt kommer hundratals miljoner arbetare att kunna återfå de enkla glädjeämnen och förhoppningar som gör livet värt att leva. | „ |

Samma tal innehöll också passager som klargör att Churchill inte såg Storbritannien som en del av detta Europas förenta stater:
| ” | Vi britter har vårt eget samvälde ... Frankrike och Tyskland måste tillsammans ta ledningen. Storbritannien, Brittiska samväldet, det mäktiga Amerika och ... Sovjetryssland ... måste vara vänner och ett stöd till det nya Europa och måste verka för dess rätt att leva och excellera. | „ |